# The Angry Video Game Nerd
The Angry Video Game Nerd (Danish: Den Vrede Videospilsnørd) også kaldet the Nerd (Nørden) er hovedpersonen i en amerikansk serie af satiriske anmeldelser af videospil af sammme navn, spillet af James Rolfe. Showet omhandler hovedsageligt anmeldelser af gamle retrospil fra 1980'erne, ofte af ringe kvalitet. Nørden pointerer alle de dårlige og negative sider af spillene og hans sprogbrug er ofte ret groft. I serien indtager nørden ofte store mængder alkohol for at dulme smerten over at skulle spille så dårlige spil.
Serien begyndte på den populære internetvideodistribueringsside Youtube, men blev senere en del af ScrewAttack Entertainment for derefter at blive en eksklusiv serie på MTV's Gametrailers.com. Serien hed originalt The Angry Nintendo Nerd, men grundet copyrightproblemer og det faktum, at han også var begyndt at anmelde Atari- og Sega-spil, ændrede han navnet til Angry Video Game Nerd.
Seriens temasang er komponeret af Kyle Justin og lyrikken er skrevet af både James og Kyle.
Alle videoer kan ses på hans hjemmeside, Cinemassacre.com Arkiveret 25. januar 2009 hos  Wayback Machine

## YouTube
Selvom der ikke længere uploades fulde episoder på YouTube er the Angry Video Game Nerd stadig i top ti af mest populære serier.
Per 13. juni 2008 har showet følgende placeringer:
- 3. – Most Subscribed (All Time) – Directors
- 9. – Most Subscribed (All Time) – Global
- 20. – Most Viewed (All Time) – Directors
- 57. – Most Viewed (All Time) – Global